# Brijdorpe
Brijdorpe (Zeeuws: Briepe) is een buurtschap en voormalige gemeente in Schouwen-Duiveland in de Nederlandse provincie Zeeland. De oudste vermelding van de naam dateert van 1232, het woord "brij" refereert aan de slijkerige grond waarop de buurtschap gebouwd is.
Brijdorpe telt 1 rijksmonument.

## Ligging
De buurtschap ligt ongeveer één kilometer ten zuidoosten van Looperskapelle, twee kilometer ten noordwesten van Nieuwerkerke, twee kilometer ten zuidwesten van Brouwershaven en twee kilometer ten zuidoosten van Scharendijke gelegen. Brijdorpe ligt ongeveer een kilometer van de N653 af.
De buurtschap ligt op 1,4 meter onder NAP, rond de kruising van de Ringdijk, de Striepweg en de Hoogenboomsweg.

## Geschiedenis
Het dorp was in de middeleeuwen de hoofdplaats van het zesdedeel Brijdorpe van het eiland Schouwen. Eind 13e eeuw deed de Hollandse graaf Floris V pogingen om van Brijdorpe een handelsplaats te maken en stadsrechten te verlenen. In 1285 werd het gebied bedijkt door Pieter Nobel en zijn broer, waarna zij het dorp met de haven en de erven aan Floris schonken. Later dat jaar verkreeg Floris van Jan van Renesse nog eens diverse gronden te Brijdorpe, waaronder een haven. Deze haven zou in 1288 zelfs tolvrijstelling ontvangen van hertog Jan I van Brabant. Het is echter de vraag of deze Brijdorpse haven ook echt bij het dorp zelf heeft gelegen, of dat er eigenlijk het destijds nieuwe Brouwershaven mee werd bedoeld. Door de ongunstige ligging van Brijdorpe zou dit dorp zich al snel niet verder ontwikkelen, ten voordele van het even verderop gelegen Brouwershaven.
Aan de noordoostkant lag het kasteel Brijdorpe. Dit mottekasteel werd in de kroniek van Melis Stoke uit 1305 genoemd.
Brijdorpe was in de Franse tijd een eigen gemeente, maar ging in 1813 op in de gemeente Duivendijke. Deze ging op haar beurt in 1961 op in de gemeente Middenschouwen, welke in 1997 weer opging in de huidige gemeente Schouwen-Duiveland.
Steden: Brouwershaven · Zierikzee

Dorpen: Bruinisse · Burgh · Dreischor · Ellemeet · Haamstede · Kerkwerve · Nieuwerkerk · Noordgouwe · Noordwelle · Oosterland · Ouwerkerk · Renesse · Scharendijke · Serooskerke · Sirjansland · Zonnemaire

Buurtschappen: Beldert · Brijdorpe · Burghsluis · Capelle · Den Osse · Elkerzee · Looperskapelle · Moriaanshoofd · Nieuw-Haamstede · Nieuwerkerke · Schuddebeurs · Westenschouwen · Zijpe

Voormalige gemeentes/plaatsen: Bloois · Bommenede · Duivendijke · Klaaskinderkerke · Rengerskerke en Zuidland · Viane

Zeeland: Steden en dorpen in Zeeland      Nederland: Provincies · Gemeenten